# Émile Zola
Émile Zola (Paris, 2 de abril de 1840 – Paris, 29 de setembro de 1902) foi um consagrado escritor francês, considerado criador e representante mais expressivo da escola literária naturalista além de uma importante figura libertária da França. Foi presumivelmente assassinado por desconhecidos em 1902, quatro anos depois de ter publicado o famoso artigo J'accuse, em que acusa os responsáveis pelo processo fraudulento de que Alfred Dreyfus foi vítima.

## Biografia

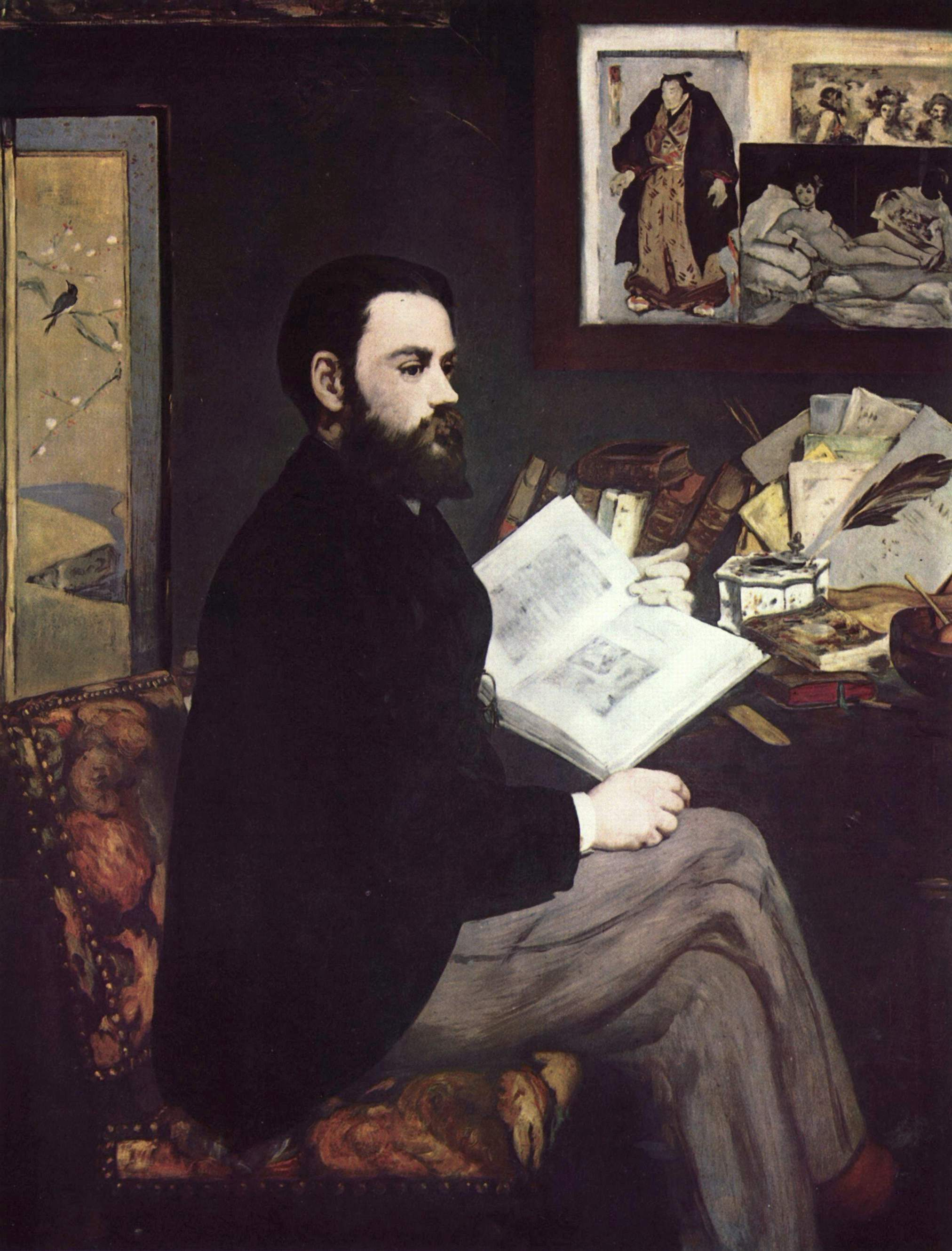
Émile Zola por Edouard Manet, 1868.

Émile-Édouard-Charles-Antoine Zola nasceu na capital francesa. Filho do engenheiro italiano François Zola (originalmente Francesco Zola) e sua esposa Émilie Aubert, cresceu em Aix-en-Provence, onde estudou no Collège Bourbon (atualmente conhecido como Collège Mignet) e aos dezoito anos, retorna a Paris para estudar no Lycée Saint-Louis. Devido às complicações financeiras por que passou após a morte do pai, Zola é levado a trabalhar em uma série de escritórios, ocupando cargos de pouca influência.
Inicia-se no ramo jornalístico escrevendo colunas para os jornais Cartier de Villemessant's e Controversial. Suas colunas não poupavam críticas severas a Napoleão III.
A obra de caráter autobiográfico La Confession de Claude (1865), um dos primeiros trabalhos publicados por Zola, atraiu atenção negativa da crítica especializada. O ainda mais criticado Thérèse Raquin, romance lançado no ano seguinte, apresentou uma abordagem inovadora em sua concepção: inspirado pelos estudos científicos da época, Zola propõe não um simples romance, mas uma análise científica pormenorizada do ser humano, da moral e da sociedade. Thérèse Raquin tornou-se, portanto, marco inicial de um novo movimento literário, oriundo da análise científica e experimental do ser humano: o Naturalismo.
Em vida, Zola também demonstrou elevado engajamento político. Certamente, seu trabalho de maior influência política foi a carta aberta intitulada J'accuse (Eu Acuso), destinada ao então presidente da França Félix Faure. A carta, publicada na primeira página do jornal parisiense L'Aurore em 13 de janeiro de 1898, acusou o governo francês de antissemitismo por julgar e condenar precipitadamente o capitão Alfred Dreyfus, judeu e oficial do exército francês, por traição em 1894.
Émile Zola faleceu em 29 de setembro de 1902 em sua casa em Paris devido à inalação de uma quantidade letal de monóxido de carbono proveniente de uma lareira defeituosa; alguns estudiosos, em razão das misteriosas circunstâncias do ocorrido, não descartam a hipótese de homicídio.
Em 1908, o corpo de Zola foi transferido do cemitério de Montmartre para o Panteão.

## Estilo e obra
Émile Zola foi o idealizador e principal expoente do naturalismo na literatura. Seu texto conhecido como O romance experimental (1880) é o manifesto literário do movimento.
Thérèse Raquin, seu primeiro romance com larga repercussão, apresenta inúmeras inovações que permitem classificá-lo como primeira obra naturalista. Pela primeira vez, Zola combina algumas das teorias mais polêmicas de sua época, tais como darwinismo, evolucionismo e determinismo científico, compondo o primeiro romance de tese já escrito ("um grande estudo fisiológico e psicológico", segundo ele próprio).

Inspirado pela colossal obra A Comédia Humana (constituída por 89 romances, novelas e contos) de Honoré de Balzac, um dos mestres da literatura francesa, Zola iniciou, em 1871, seu grande projeto: a série Os Rougon-Macquart (Les Rougon-Macquart) à qual deu o subtítulo de história natural e social de uma família sob o segundo império, composta por 20 romances de cunho naturalista, escritas entre 1871 e 1893. No prefácio de A Fortuna dos Rougon (La Fortune des Rougon, 1871), primeiro volume da saga dos Rougon-Macquart, Zola justifica:
Eu desejo explicar como uma família [os Rougon-Macquart], um grupo reduzido de seres humanos, conduz a si mesma dentro de um determinado sistema social (…) dando origem a dez ou vinte membros, que, embora possam parecer, à primeira vista, profundamente divergentes uns dos outros, são, como a análise demonstra, mais intimamente ligados por meio da afinidade. Hereditariedade, como a gravidade, tem suas leis.
Entre os principais romances de Os Rougon-Macquart estão: O Ventre de Paris (Le Ventre de Paris, 1873), A Terra (La Terre, 1887), Nana (1880) e Germinal (1885).
Em sua obra (especialmente em Rougon-Macquart), Zola tentou empregar o método científico vigente em seu tempo, apresentando a influência da hereditariedade e do meio na formação da personalidade individual (determinismo científico). Tal rigor científico aliado a sua habilidade de criar textos documentais, confere veracidade a seus romances.
Zola escreveu uma segunda série intitulada As três cidades, sobre problemas religiosos e sociais. Atraído pelas teorias socialistas e depois evoluindo para uma visão messiânica do destino humano, escreveu uma terceira série, Os quatro evangelhos, que ficou incompleta, com a sua morte.
Apesar da qualidade literária de seus escritos e de sua obstinação, nunca integrou a Academia Francesa de Letras. Sua candidatura foi apresentada 24 vezes.

## Germinal
Amplamente considerada a obra máxima de Émile Zola, Germinal (1885) elevou a estética e a descrição naturalistas a um novo patamar de realismo e crueza. O romance é minucioso ao descrever as condições de vida subumanas de uma comunidade de trabalhadores de uma mina de carvão na França. Após ter contato com ideias socialistas que circulavam pela classe operária europeia, os mineradores retratados na obra revoltam-se contra a opressão e organizam uma greve geral, exigindo melhores condições de vida e de trabalho. A manifestação é reprimida e neutralizada, entretanto permanece viva a esperança de luta e conquista.
Para compor Germinal, o autor passou dois meses trabalhando como mineiro na extração de carvão. Viveu com os mineiros, comeu e bebeu nas mesmas tavernas para se familiarizar com o meio. Sentiu na carne o trabalho sacrificado, a dificuldade em empurrar um vagonete cheio de carvão, o problema do calor e a umidade dentro da mina, o trabalho insano que era necessário para escavar o carvão, a promiscuidade das moradias, o baixo salário e a fome. Além do mais, acompanhou de perto a greve dos mineiros.

## J'accuse(Acuso)

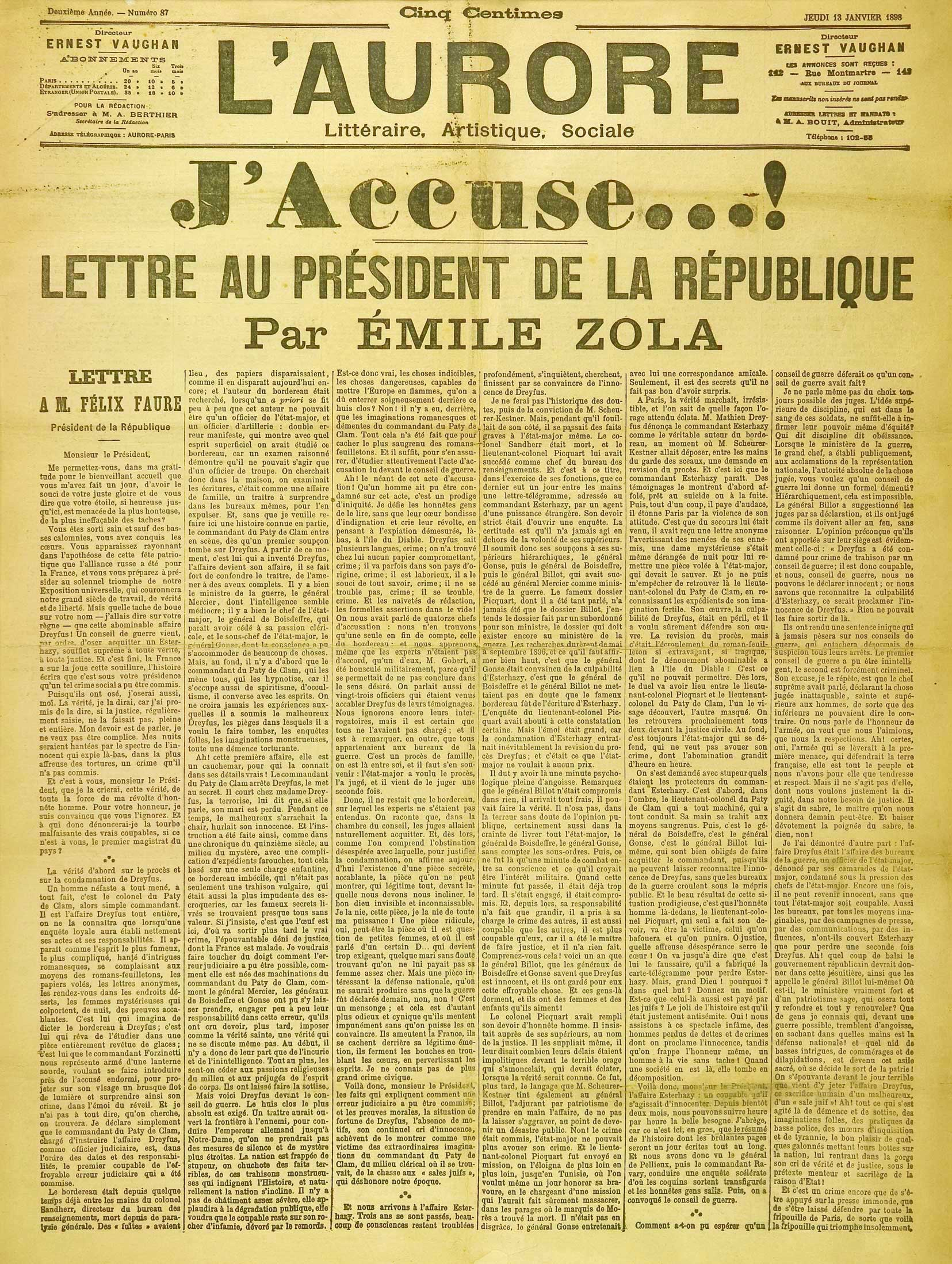
J'accuse, famoso artigo (jornalismo) escrito por Émile Zola.

Em 1898, Zola tomou parte no aceso debate público relativo ao caso Dreyfus, publicando artigos em jornais e revistas onde tornou claro aquilo que mais tarde se viria a provar definitivamente: a inocência de Dreyfus. O seu famoso artigo J'accuse (Acuso), com o subtítulo Carta a Félix Faure, Presidente da República, publicado no jornal literário L'Aurore, era tão incisivo que levou à revisão do processo, dando uma nova dinâmica ao processo que terminaria anos depois da morte de Zola, com a reabilitação do oficial Alfred Dreyfus em 1906, injustamente acusado de traição.
Após a publicação de J'accuse, Zola foi processado por difamação e condenado a um ano de prisão. Ao saber da condenação, Zola partiu para o exílio na Inglaterra. Após o seu regresso, quando já não corria o risco de ser preso dada a evolução positiva do processo, publicou, no "La Vérité en marche", vários artigos sobre o caso.
Zola também tentou difamar as aparições da Virgem Maria em Lourdes. Mas chegando a Lourdes em 1892, assistiu a duas curas instantâneas, que relatará em sua novela, intitulada «Lourdes», sustentando, contudo, que «as duas pessoas que experimentaram o milagre morreram pouco depois e que, portanto, a suposta cura teria sido breve e sobretudo ilusória». Porém, uma das duas mulheres curadas não se rendeu e continuou protestando nos jornais, dizendo que estava tão viva e saudável como o autor.
A 29 de Setembro de 1902, morreu misteriosamente em seu apartamento da rue de Bruxelles. A causa da morte: inalação de uma quantidade letal de monóxido de carbono proveniente de uma chaminé defeituosa. Muitos estudiosos não descartam a possibilidade de Zola ter sido assassinado por inimigos políticos, entretanto, nada foi provado.
Foi enterrado no cemitério de Montmartre em Paris. As suas cinzas foram transferidas para o Panthéon a 4 de Junho de 1908, dois anos depois de Dreyfus ter sido reabilitado. No trajeto, um fanático nacionalista e antissemita, Louis-Anthelme Grégori, dispara contra o comandante Alfred Dreyfus e o fere no braço.

## Obras
- Romances e Novelas
  - Contes à Ninon (1864)
  - La confession de Claude (1865)
  - Madeleine Férat (1868)
  - Le vœu d'une morte (1866)
  - Les mystères de Marseille (1867)
  - Thérèse Raquin (1867)
  - Nouveaux contes à Ninon (1874)
  - Les soirées de Médan (1880), em colaboração com Maupassant, Huysmans, Léon Hennique, Henri Céard e Paul Alexis.
  - Madame Sourdis (1880)
  - Le capitaine Burle (1882)
  - Naïs Micoulin (1884)
  - A saga dos Rougon-Macquart
    - La fortune des Rougon (A fortuna dos Rougon) (1870)
    - La Curée (O regabofe) (1871)
    - Le ventre de Paris (O ventre de Paris) (1873)
    - La conquête de Plassans (A conquista de Plassans) (1874)
    - La faute de l'abbé Mouret (O crime do padre Mouret) (1875)
    - Son excellence Eugène Rougon (O senhor ministro) (1876)
    - L'Assommoir (A taberna) (1876)
    - Une page d'amour (Uma página de amor) (1878)
    - Nana (1879)
    - Pot-Bouille (A roupa suja) (1882)
    - Au bonheur des dames (O paraíso das damas) (1883)
    - La joie de vivre (A alegria de viver) (1884)
    - Germinal (1885)
    - L'œuvre (A obra) (1886)
    - La Terre (A Terra) (1887)
    - Le rêve (O sonho) (1888)
    - La Bête humaine (A besta humana) (1890)
    - L'argent (O dinheiro) (1891)
    - La débâcle (A derrocada) (1892)
    - Le docteur Pascal (O doutor Pascal) (1893)
- Série das Três cidades
  - Lourdes (1894)
  - Rome (1896)
  - Paris (1898)
- Série dos Quatre Evangelhos
  - Fécondité (1899)
  - Travail (1901)
  - Vérité (publicado em 1903, após a morte do autor)
- Poesia
  - Messidor (1898)
  - L'ouragan (1901)
- Peças de teatro
  - Thérèse Raquin : drame en 4 actes (1873)
  - Les héritiers Rabourdin (1874)
  - Le bouton de rose (1878)
  - Poèmes lyriques
- Obras críticas
  - Mes haines (1866)
  - Le roman expérimental (1880)
  - Une campagne (1880-1881) (1882)
  - Nos auteurs dramatiques (1881)
  - Les romanciers naturalistes (1881)
  - Le naturalisme au théâtre (1881)
  - Documents littéraires (1881)
  - Nouvelle campagne (1896)
  - La vérité en marche (1901)